# Sultán Davydov
Sultán Davydov –en ruso, Султан Давудов– (29 de marzo de 1968) es un deportista ruso que compitió en lucha libre. Ganó una medalla de plata en el Campeonato Europeo de Lucha de 1993, en la categoría de 52 kg.

## Palmarés internacional
| Campeonato Europeo | Campeonato Europeo | Campeonato Europeo | Campeonato Europeo |
| Año                | Lugar              | Medalla            | Categoría          |
| ------------------ | ------------------ | ------------------ | ------------------ |
| 1993               | Estambul (Turquía) | Medalla de plata   | 52 kg              |